# Drizzt Do’Urden
Drizzt Do’Urden fantasyszereplő, egy sötételf, akit R. A. Salvatore alkotott meg. Drizzt a Forgotten Realms Dungeons & Dragons (D&D) alapú világába illeszkedik. Elsőként az 1988-as megjelenésű Kristályszilánk című regényben, a Jeges szelek völgye trilógia első részében jelent meg mellékszereplőként, és hamar az egyik legnépszerűbb szereplővé vált a fantasyk történetében. A rajongók követelésének engedve Salvatore megírta a sötételf előtörténetét is, ez összefoglaló néven a Sötételf-trilógia. Drizzt szerepelt a Baldur's Gate CRPG-ben is.
Drizzt egy sötételf (drow), aki népe szokásaival ellentétben elutasítja az erőszakot, és saját erkölcsi kódexét követi. Szokatlan személyisége ad lehetőséget arra, hogy számos konfliktusba keveredhessen, ami a róla szóló regények fő témája. A szereplőt Salvatore hirtelen ötletből alkotta meg 1987-ben, amikor elküldött egy regényvázlatot egy kiadónak. A kiadó akkori szerkesztője, Mary Kirchoff megkérte, hogy helyezze a történetet a Forgotten Realms világába. Mikor megkérték, hogy alkosson egy mellékszereplőt a Jeges szelek völgye trilógia főszereplője, Wulfgar mellé, és az eredeti ötlet nem volt használható, az idő pedig szorított, Salvatore kitalálta, hogy egy sötételf legyen az. Kirchoff szkeptikus volt, de Salvatore azt mondta, nem lesz vele baj, hiszen csak mellékszereplő. Mikor Kirchoff megkérdezte, mi lesz a neve, az író rávágta, hogy Drizzt Do'Urden; mikor a szerkesztő megkérdezte, hogy „tudnád-e ezt betűzni”, Salvatore azt mondta, hogy „esélytelen”. „Nem tudom, honnan jött” – idézte fel Salvatore egy interjúban. „Gondolom, onnan, hogy Gary Gygax olyan remek munkát végzett, amikor kitalálta a sötételfeket, hogy a gondolat ott motoszkált az agyamban. Hála Istennek!” Bár az olvasók gyakran úgy vélik, Drizztet a Dungeons & Dragons szerepjátékok ihlették, melyeket az író gyakran játszott, Salvatore a klasszikus irodalmat és J. R. R. Tolkient nevezte meg ihletőjeként. Salvatore úgy jellemezte a sötételfet, hogy „a klasszikus romantikus hős: nem értik meg, de ragaszkodik az ideáljaihoz akkor is, amikor nehéz idők jönnek, és többnyire ezt senki nem értékeli.”

## Külső hivatkozások
- Dark Party Review Interjú az íróval Drizztről